# Hallands södra domsaga
Hallands södra domsaga (även Hallands läns södra domsaga)  var en domsaga i Hallands län, bildad 1683. Domsagan blev den 1 januari 1971 upptagningsområde för Hallands södra tingsrätt, som dock redan 1975 gick upp i Halmstads tingsrätt.

## Tingslag
Under Hallands södra domsaga lydde först tre tingslag. 1891 slogs Halmstads och Tönnersjö tingslag ihop. Den 1 januari 1948 (enligt beslut den 10 juli 1947) slogs dessa ihop för att bilda Hallands södra domsagas tingslag.

### Från 1683
- Halmstads tingslag
- Höks tingslag
- Tönnersjö tingslag

### Från 1891
- Höks tingslag
- Halmstads och Tönnersjö tingslag

### Från 1948
- Hallands södra domsagas tingslag

## Häradshövdingar
- 1682–1683 Petrus Mylonius
- 1683–1686 Petter Hall
- 1686–1709 Carl Svanhals
- 1709–1730 Hugo Weilman
- 1730–1738 Johannes Beckman
- 1738–1759 Jakob Fredrik Hummel
- 1760–1763 Gustaf Mobeck
- 1763–1775 Christian Gabrielsson
- 1775–1794 Arvid Niklas Boman
- 1794–1799 Arvid von Nolcken
- 1799–1805 Johan August Lundvall
- 1806–1811 Gustaf Billberg
- 1812–1820 Carl Fredrik Aspelin
- 1820–1833 Magnus Anton von Celse
- 1834–1884 Daniel Fehrman
- 1884–1912 Otto Fredrik Kiellman
- 1912–1930 Assar Åkerman
- 1931–1950 Anton Rundqvist
- 1951–1970 Henning Nitelius